# Krupice (powiat siemiatycki)
Krupice – wieś w Polsce położona w województwie podlaskim, w powiecie siemiatyckim, w gminie Siemiatycze.
W latach 1952–1954 miejscowość była siedzibą gminy Krupice. W latach 1954–1971 wieś należała i była siedzibą władz gromady Krupice, po jej zniesieniu w gromadzie Siemiatycze. W latach 1975–1998 miejscowość administracyjnie należała do województwa białostockiego.
Wierni Kościoła prawosławnego należą do parafii Cudownego Zbawiciela w Rogawce, natomiast wierni Kościoła rzymskokatolickiego należą do parafii Wniebowzięcia Najświętszej Maryi Panny w Siemiatyczach.

## Zabytki
- drewniany dom nr 1, 1 ćw. XX, nr rej.:548 z 27.12.1983[9].